# Lissochlora manostigma
Lissochlora manostigma är en fjärilsart som beskrevs av Dyar 1912. Lissochlora manostigma ingår i släktet Lissochlora och familjen mätare. Inga underarter finns listade i Catalogue of Life.